# Evropska begunska kriza
Evropska begunska kriza (tudi Evropska migrantska kriza) je bila humanitarna in politična kriza v Evropski uniji in njenih članicah, ki je izbruhnila leta 2015. Takrat se je močno povečalo število beguncev in drugih priseljencev, ki so vstopali v EU in zaprosili za azil. 
Glavna vzroka za krizo sta bila huda poostritev vojn v Siriji, Iraku, Afganistanu in drugih konfliktov. Število nasilno razseljenih ljudi se je po svetu do konca leta 2014 povzpelo na 60 milijonov ljudi, največ po koncu druge svetovne vojne. Begunska taborišča na Bližnjem Vzhodu so postala številčno in finančno preobremenjena, zato so migranti preko Sredozemskega morja ali preko Balkana množično krenili v države Evropske Unije.
EU in njene članice na silovit porast migrantov niso bile pripravljene. Čeprav so se krizne razmere končale marca 2016, po izboljšanju situacije na Bližnjem Vzhodu, sporazumom s Turčijo in ukrepih članic EU, so trenutni migracijski premiki še vedno močno razdvajajoča politična tema širom Evropske Unije.

## Statistika prosilcev za azil v EU
| Leto                                 | 2011    | 2012    | 2013    | 2014    | 2015      | 2016      | 2017    | 2018    | 2019    |
| ------------------------------------ | ------- | ------- | ------- | ------- | --------- | --------- | ------- | ------- | ------- |
| Število novih prosilcev za azil v EU | 263.135 | 278.280 | 367.825 | 562.680 | 1.256.575 | 1.206.045 | 654.610 | 602.515 | 675.305 |

Leta 2014 je bilo odobrenih več kot 185.000 prošenj. Štiri države, Nemčija, Švedska, Italija in Francija, so skupaj prejele okoli dve tretjini vseh prošenj za azil. Leta 2014 so odobrile skoraj dve tretjini prošenj. Švedska, Madžarska in Avstrija so vodile po številu prošenj glede na število prebivalcev.
Od novih prosilcev v letih 2015 in 2016 je bilo 697.595 sirskih državljanov, 361.275 afganistanskih državljanov, 248.685 iraških državljanov in 1.155.595 državljanov ostalih držav izven EU.Delež podeljenih azilov se je močno razlikoval glede na državo izvora: sirskim in eritrejskim državljanom se je podelil v okoli 90 % primerov, afganistanskim, iraškim in iranskim v okoli 50 % primerov, pakistanskim v okoli 10 % primerov, prosilcem z Balkana pa v nekaj odstotkih primerov. Večino prišlekov so predstavljali odrasli moški (58%). Prosilci za azil so prihajali iz Zahodne in Južne Azije, Afrike in Zahodnega Balkana.

## Vzroki in nastanek krize
Kljub povečevanju števila prihodov beguncev v Italijo iz Libije leta 2014 se je več držav Evropske unije vzdržalo pomoči v reševalni operaciji Mare Nostrum, ki jo je zamenjala Frontexova operacija Triton novembra 2014.

## Izbruh krize
Leta 2014 je bilo v Evropski uniji vloženih 562.680 novih prošenj za azil, največje število po letu 1992 (672.000). Frazi "Evropska begunska kriza" in "Evropska migrantska kriza" sta postali pogosti aprila 2015, ko je v Sredozemskem morju potonilo pet čolnov z 2000 begunci, od tega jih je umrlo prek 1200. Leta 2015 se je število novih prosilcev za azil glede na leto 2014 več kot podvojilo (1.256.575).
V prvih šestih mesecih leta 2015 je Grčija zamenjala Italijo na čelu Evropske unije po številu prihodov beguncev. Poleti 2015 se je na Balkanu vzpostavil tako imenovani balkanski koridor, begunska pot v zahodnoevropske države, predvsem Nemčijo, prek Balkana, z izhodiščem v Grčiji. Po aprilu 2015 je Evropska unija povečala sredstva za mejni nadzor v Sredozemlju, da bi preprečila tihotapljenje beguncev, in v ta namen zagnala Operacijo Sofija. Več držav je začasno uvedlo mejni nadzor znotraj Schengenskega območja, ki trenutno še vedno traja.
Že leta 2013 je EU kot temelj skupne azilne politike sprejela Dublinsko uredbo, ki je določala, da je prosilca za azil dolžna obravnavati edinole tista država članica, v katero je najprej vstopil. Zaradi posledične hude preobremenejnosti Grčije in Italije se članice EU leta 2015 uredbe več niso dosledno držale; poleg tega je Evropsko sodišče za človekove pravice že leta 2011 prepovedalo deportacije prosilcev za azil v Grčijo z utemeljitvijo, da Grčijo postavlja v bistveno slabši položaj. Avgusta 2015 sta de facto suspenz Dublinske uredbe potrdila nemški urad za migracije in pa nemško notranje ministrstvo.
Večje število beguncev je obtičalo na Keleti, osrednji železniški postaji v Budimpešti, ker so jim madžarske oblasti preprečile nadaljevanje poti v Nemčijo in Avstrijo. Zaradi nevzdržnih razmer je skupina 1000 beguncev v začetku septembra peš krenila proti avstrijski meji in madžarske oblasti so se za napotke obrnile na avstrijskega kanclerja. Kmalu zatem so madžarske oblasti oznanile, da beguncev na Madžarskem več niso zmožne predelovati in da jih bodo okoli 5000 z avtobusi prepeljali na avstrijsko mejo. Avstrijske in nemške oblasti so se bale, da bi lahko prišlo do izbruha nasilja, če bi begunce poskusili ustaviti. Tako se je Nemčija skupino beguncev odločila izjemoma sprejeti, da bi preprečila stopnjevanje napetosti.
Čeprav je bila gesta Nemčije mišljena kot izjema, je postavila precedent, da so članice EU na balkanskem koridorju beguncem nehale zastavljati pot v Nemčijo. V naslednjem tednu jih je v Nemčijo prispelo 20.000. Nemčija je na tej točki uvedla obmejni nadzor, je pa še naprej sprejemala prosilce za azil. Tudi ostale države na balkanskem koridorju so uvedle obmejni nadzor.
Leta 2016 je bilo število novih prosilcev podobno kot prejšnje leto (1.206.045).

## Soočanje s krizo

### Evropska Unija
EU je s Turčijo dosegla sporazum, s katerim se je dotok beguncev v Grčijo znižal z 80.000 na mesec na 2000 na mesec.
Predlagan je bil nov sistem kvot za enakomerno porazdelitev prosilcev za azil v vse države Evropske unije, ki bi razbremenil Italijo in Grčijo kot glavni vstopni državi. Proti taki ureditvi so ostro protestirale nekatere vzhodne države članice na čelu z Madžarsko. Svet Evropske unije je sistem kvot sprejel, vendar so Avstrija, Madžarska, Poljska in Češka zavrnile upoštevanje sklepa. Evropska komisija je zato proti Madžarski, Poljski in Češki uvedla sankcije.

### Slovenija
Slovenija je bila zaradi geografske lege med begunsko krizo pod precejšnjim pritiskom. Samo v obdobju od 17. oktobra 2015 do 25. januarja 2016 jo je prešlo 422.724 migrantov. Od njih je bilo 45 % sirskih državljanov, 30 % afganistanskih, 17 % iraških, 8 % pa drugih.
Slovenija je leta 2014 podelila 44 statusov azilanta, leta 2015 46 statusov, leta 2016 170 statusov, leta 2017 pa 152 statusov.
Medijsko najbolj odmeven je bil primer sirskega begunca Ahmada Šamija.

## Konec kriznih razmer
Leta 2017 je bilo v EU 654.610 novih prosilcev za azil, le še dobra polovica števila iz prejšnjega leta. Od takrat naprej ostaja število novih prosilcev za azil podobno.

## Nadaljevanje polemike
Leta 2017 se je število novih prosilcev za azil znižalo na 649.855, kar bliže ravni pred letom 2015. Število novih prosilcev se je leta 2018 znižalo za še 11 %, in sicer na 580.800. Pri tem so najpogostejše države izvora še vedno Sirija, Afganistan in Irak.